# Добра Надія (Нікопольський район)
До́бра Наді́я — село в Україні, у Марганецькій міській громаді Нікопольського району Дніпропетровської області. Населення — 575 мешканців.

## Географія
Село Добра Надія знаходиться на правому березі Каховського водосховища (Дніпро), вище за течією на відстані 4 км розташоване село Новокам'янка, нижче за течією на відстані 1 км розташоване село Іллінка, на протилежному березі — місто Енергодар. Поруч проходить автомобільна дорога Т 0435.

## Історія
Станом на 1886 рік у селі Мис Добра Надія Вищетарасівської волості Катеринославського повіту Катеринославської губернії мешкало 307 осіб, налічувалось 58 дворових господарств, існували школа й лавка.
За переписом 1897 року кількість мешканців зросла до 500 осіб (266 чоловічої статі та 234 — жіночої), з яких всі — православної віри.

## Населення

### Мова
Розподіл населення за рідною мовою за даними перепису 2001 року:
| Мова            | Кількість | Відсоток |
| --------------- | --------- | -------- |
| українська      | 550       | 95.65%   |
| російська       | 23        | 4.01%    |
| білоруська      | 1         | 0.17%    |
| інші/не вказали | 1         | 0.17%    |
| Усього          | 575       | 100%     |

## Об'єкти соціальної сфери
- Школа.
- Фельдшерський пункт.
- Клуб.

## Інтернет-посилання
- Погода в селі Добра Надія [Архівовано 20 грудня 2011 у Wayback Machine.]